# Istorija odnoj ljubvi
Istorija odnoj ljubvi (in russo История одной любви?) è il decimo album in studio della cantante russo-statunitense Ljubov' Uspenskaja, pubblicato il 21 marzo 2012 dalla Sojuz.

## Tracce
1. Angel chranitel' – 3:24 (testo: Regina Lisic – musica: Igor' Azarov)
2. Dva čeloveka – 3:06 (testo: Regina Lisic – musica: Igor' Azarov)
3. Siren' – 3:19 (testo: Regina Lisic – musica: Igor' Azarov)
4. My s toboju pochoži – 3:44 (testo: Regina Lisic – musica: Igor' Azarov)
5. Istorija odnoj ljubvi – 4:48 (testo: Regina Lisic – musica: Igor' Azarov)
6. Lovite vora – 3:55 (testo: Regina Lisic – musica: Igor' Azarov)
7. Eščё minuta (con Rustam Štar) – 3:25 (testo: Regina Lisic – musica: Armando Manzanero)
8. Nebo (con Leonid Agutin) – 4:25 (testo: Regina Lisic – musica: Igor' Azarov)
9. Gor'kij šokolad (con Igor' Saruchanov) – 3:57 (testo: Ol'ga Klimenkova – musica: Igor' Azarov)
10. Gorčit kalina – 3:16 (testo: Nadežda Kondakova – musica: Valerij Zubkov)
11. Verba (con Nikolaj Vasil'ev) – 5:04
12. Beregu i korablju (con Kira Dymov) – 3:36 (testo: Regina Lisic – musica: Igor' Azarov)
13. Vspomni menja – 3:10 (testo: Regina Lisic – musica: Igor' Azarov)

Durata totale: 49:09

## Formazione
- Ljubov' Uspenskaja – voce
- Sergej Anan'ev – chitarra
- Anatolij Kotov – chitarra, cori
- Sergej Šaj – chitarra
- Dmitrij Simonov – chitarra basso
- Igor' Džavad-Zade – percussioni
- Vladimir Koržanovskij – sassofono
- Ekaterina Šubkina – cori